# Romanzo psicologico
Il romanzo psicologico è un tipo di romanzo nato tra l'Otto e il Novecento, nel clima di crisi e di tensione che caratterizzò la letteratura di quegli anni: da una parte, una chiusura nella propria interiorità, dall'altra una forte esigenza di realismo.
Davanti ai drammi della guerra, si intende la letteratura come mezzo di autoanalisi e riflessione profonda su di sé. In questo tipo di narrazione la fabula è debole, quasi inesistente e focalizza tutta l'attenzione sui meccanismi mentali dei personaggi.
A dominare in questo genere vi è il mondo interiore dei personaggi, i loro processi psichici, le emozioni che derivano dal profondo, gli stati d'animo e le riflessioni consce o inconsce.
Comparvero così romanzi come La coscienza di Zeno di Italo Svevo (1923) e Uno, nessuno e centomila di Luigi Pirandello (1926). I due autori, influenzati anche dalle nuove scoperte della psicoanalisi di Freud, crearono personaggi i quali, più che vivere esperienze nel mondo esterno, compiono un “viaggio” nel proprio mondo interiore. Essi però non trovano facilmente una via d'uscita e spesso le loro riflessioni diventano pensieri fissi, manie, che rendono la loro vita angosciosa e piena di paure.

L'attenzione degli scrittori si sposta dalla descrizione oggettiva a quella soggettiva; prevale la focalizzazione interna, sia in prima che in terza persona e si utilizzano il discorso diretto, il discorso indiretto libero, il flusso di coscienza, dove viene scritta qualunque cosa passa per la mente del protagonista senza punteggiatura e il monologo interiore, una particolare tecnica narrativa che permette allo scrittore di esporre, in modo spontaneo, i pensieri, i ricordi e le emozioni dei protagonisti. Tra le modalità di scorrimento del tempo narrativo prevale la pausa, in cui il corso degli eventi subisce un arresto e non succede nulla. Lo spazio e il paesaggio hanno un ruolo secondario, infatti diventano lo specchio degli stati d'animo del protagonista.
Principali autori del racconto psicologico (oltre ai succitati Svevo e Pirandello) sono James Joyce, Gustave Flaubert, Fëdor Michajlovič Dostoevskij e Oscar Wilde, che avendo perso fiducia nella possibilità di conoscere razionalmente il mondo si rivolgono all'analisi della coscienza esaltando l'importanza della vita posteriore ai primi anni del Novecento.

## Contenuti
Il racconto della vicenda non si basa più sul rispetto delle norme tradizionaliste: non c'è più un inizio quieto, seguito dall'inizio di una guerra, il susseguirsi di peripezie e, infine, una conclusione. Nel romanzo psicologico sparisce la coerenza tra le parti, sostituita dal succedersi di continui avvenimenti, apparentemente scollegati tra di loro, tra i quali ci sono continui riferimenti a situazioni avvenute nel passato (Flashback) e continui flussi di coscienza che riportano in superficie ricordi ed emozioni (tipicamente rappresentati con dei monologhi).

## Personaggi
I personaggi non hanno più un'identità precisa e per questo non sono capaci di esprimere coerentemente un punto di vista. All'eroe si contrappone l'antieroe, che possiede le ansie e i dubbi dell'uomo contemporaneo. Tipicamente in questi romanzi, appare un protagonista inetto, sconfitto, definito "fallito" dalla società soltanto perché non riesce a inserirsi in essa. Gli autori, in un modo o nell'altro, attraverso questi protagonisti, fanno una denuncia alla società, che premia le apparenze e riduce gli esseri ad automi senza una volontà propria.

## Temi
I temi scelti dagli autori coincidono con la loro visione del mondo. Nel romanzo "gli avvenimenti" passano in secondo piano, a vantaggio dei flussi di coscienza (monologhi).

## Testi letterari
- Un eroe del nostro tempo - Michail Jur'evič Lermontov (1840)
- Fede e bellezza - Niccolò Tommaseo (1840)
- Umiliati e offesi - Fëdor Michajlovič Dostoevskij (1862)
- Delitto e castigo (Преступление и наказание, Prestuplenie i nakazanie) - Fëdor Michajlovič Dostoevskij (1866)
- I fratelli Karamazov  (Братья Карамазовы, Brat´ja Karamazovy) - Fëdor Michajlovič Dostoevskij (1878-1880).
- Una vita - Italo Svevo (1892)
- Senilità - Italo Svevo (1898)
- I Buddenbrook. Decadenza di una famiglia (Buddenbrooks. Verfall einer Familie) - Thomas Mann (1901)
- Il fu Mattia Pascal - Luigi Pirandello (1904)
- Ricerca del tempo perduto (À la recherche du temps perdu) - Marcel Proust (1909-1922)
- La strada di Swann - Marcel Proust (1913)
- Gente di Dublino (Dubliners) - James Joyce (1914)
- La metamorfosi (Die Verwandlung) - Franz Kafka (1915)
- Con gli occhi chiusi - Federigo Tozzi (1919)
- Ulisse - James Joyce (1922)
- La coscienza di Zeno - Italo Svevo (1923)
- Il processo (Der Prozess) - Franz Kafka (1925)
- Uno, nessuno e centomila - Luigi Pirandello (1925)
- Il castello (Das Schloß) - Franz Kafka (1926)
- Gita al faro - Virginia Woolf (1927)
- La marcia di Radetzky (Radetzkymarsch) - Joseph Roth (1932)
- L'uomo senza qualità (Der Mann ohne Eigenschaften) - Robert Musil (1930-1933)